# Narządy elektryczne

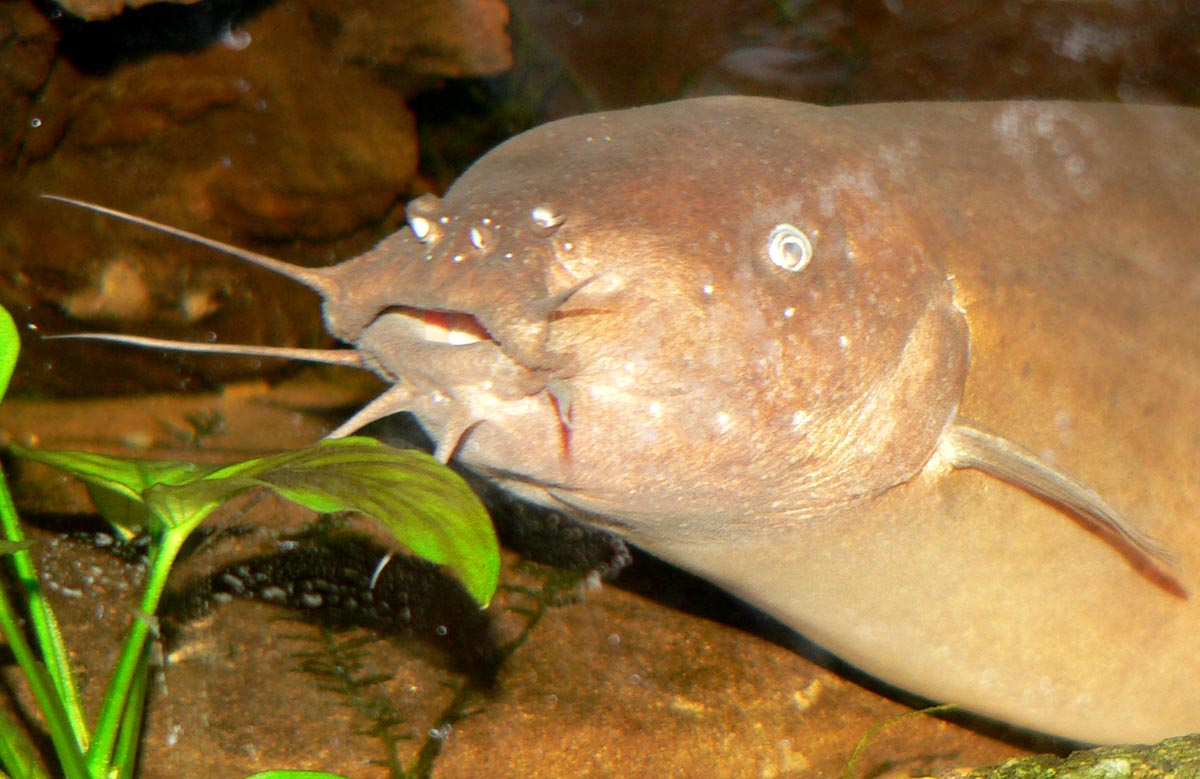
Sum elektryczny (Malapterurus electricus)

Narządy elektryczne – parzyste narządy występujące u niektórych ryb umożliwiające wytwarzanie i wyładowywanie energii elektrycznej. Wyewoluowały niezależnie u kilku grup ryb chrzęstno- i kostnoszkieletowych, z których obecnie żyją drętwy, raje, strętwy, mruki i sum elektryczny. Już w starożytności znano elektryczne właściwości ryb z rodzajów Torpedo i Malapterurus. Obecnie znanych jest kilkadziesiąt gatunków ryb elektrycznych.

## Budowa

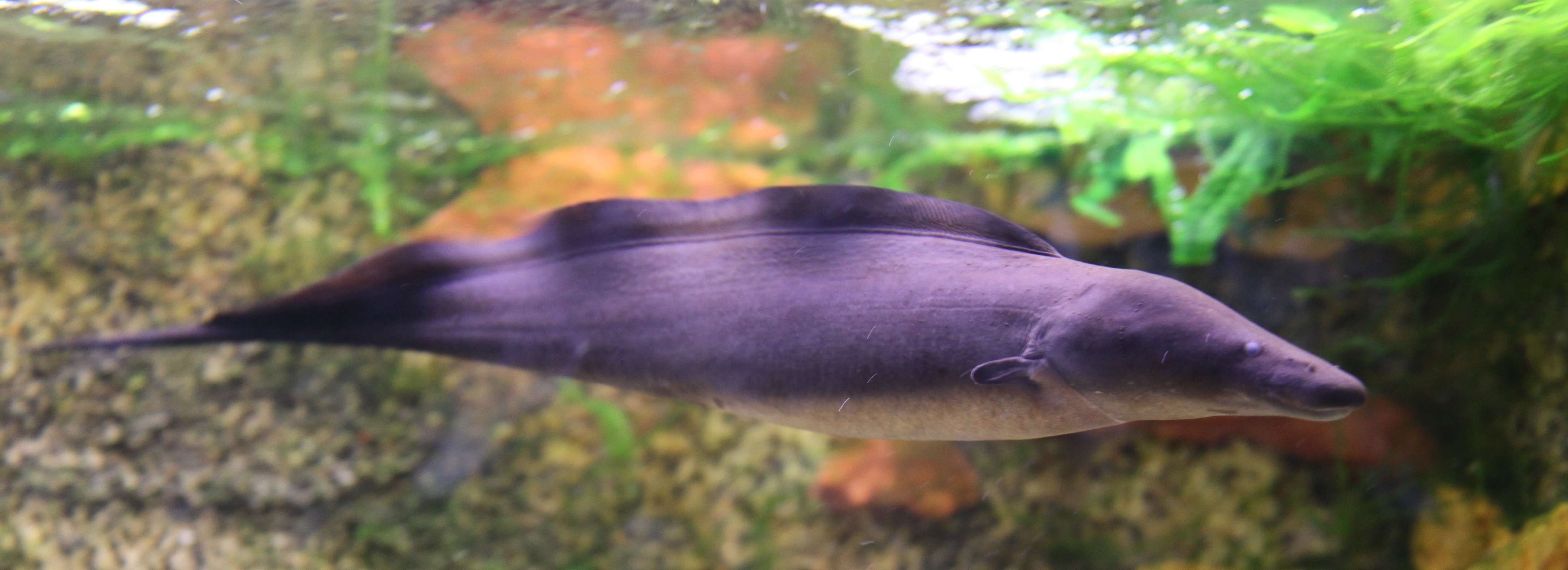
Gymnarchus nilowy (Gymnarchus niloticus)

Zbudowane są z płytek-komórek nazywanych elektrocytami ułożonych w szeregi na zasadzie baterii ogniw galwanicznych i oddzielonych galaretowatą tkanką. Pojedyncza komórka generuje napięcie rzędu dziesiątych części wolta. Jeden szereg może zawierać kilka tysięcy elektrocytów, których napięcie jest sumowane.

## Położenie i pochodzenie
Narządy elektryczne umiejscowione są w różnych okolicach ciała ryb. Różne jest też ich powstawanie. 
U drętwokształtnych (drętwy) narządy elektryczne znajdują się pomiędzy głową a płetwami piersiowymi, symetrycznie po bokach czaszki i skrzeli. Powstają z mięśni skrzelowych i mają nerkowaty kształt. Stosunek ich masy do masy ciała ryby wynosi 1:3,64. 
U strętwokształtnych (strętwy) leży po obydwu stronach brzusznej części ciała. Powstał z mięśni podosiowych ogona. Stosunek masy narządów elektrycznych do masy ciała węgorza elektrycznego wynosi 1:2,9.
Mrukokształtne (mruki) wykształciły narządy elektryczne w formie pasów tkanki elektrycznej biegnących po bokach trzonu ogonowego. Również rajowate mają te narządy po bokach wąskiego ogona.
Narząd elektryczny suma elektrycznego powstał z tkanki łącznej gruczołów podskórnych.
Ryby elektryczne – z wyjątkiem drętw – wykształciły specyficzny, ociężały kształt ciała. Tak liczne płytki zajmują w organizmie gospodarza bardzo dużo miejsca. Ciało strętwokształtnych jest w 80% zajęte przez narządy elektryczne.

## Działanie i wykorzystanie

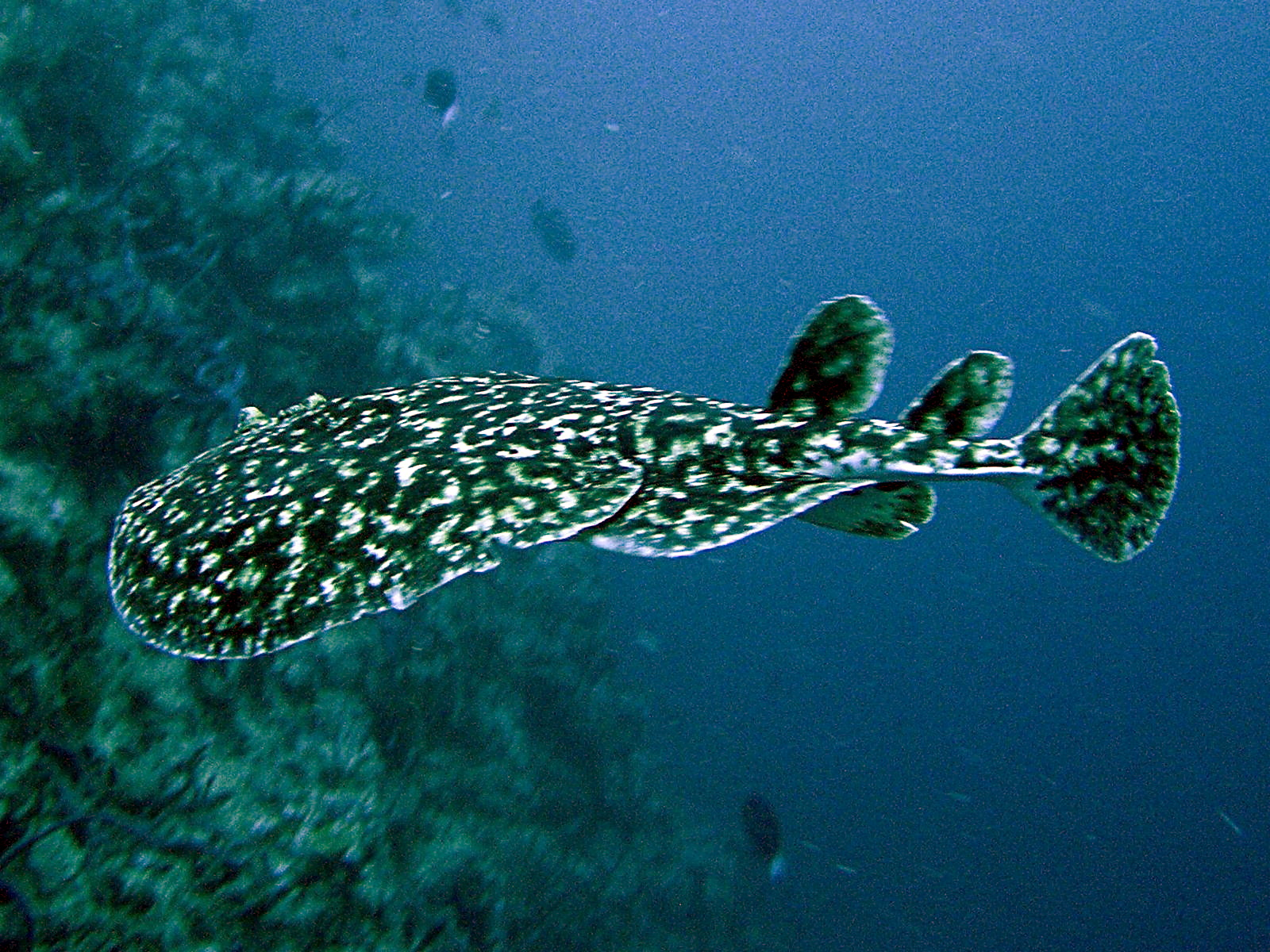
Torpedo fuscomaculata – drętwa z rodzaju Torpedo

Narządy elektryczne są wykorzystywane do elektrolokacji, a u niektórych gatunków również do komunikowania się, szczególnie w okresie godowym. Służą też do obezwładniania ofiary lub napastnika. Siła wyładowania waha się od wartości tak niskich, że jej pomiar wymaga zastosowania bardzo czułych urządzeń, do tak wysokich, że stanowi zagrożenie życia nawet dużych gatunków zwierząt. Siła ta jest uzależniona od rozmiarów narządu. Silne wyładowania następują szybko po sobie, po czym słabną i ustają – narząd potrzebuje czasu na odpoczynek zanim będzie ponownie zdolny do działania. W narządzie elektrycznym prąd płynie w jednym tylko kierunku, a wytwarzane pole elektryczne ma różny zasięg. 

## Zagrożenia dla człowieka

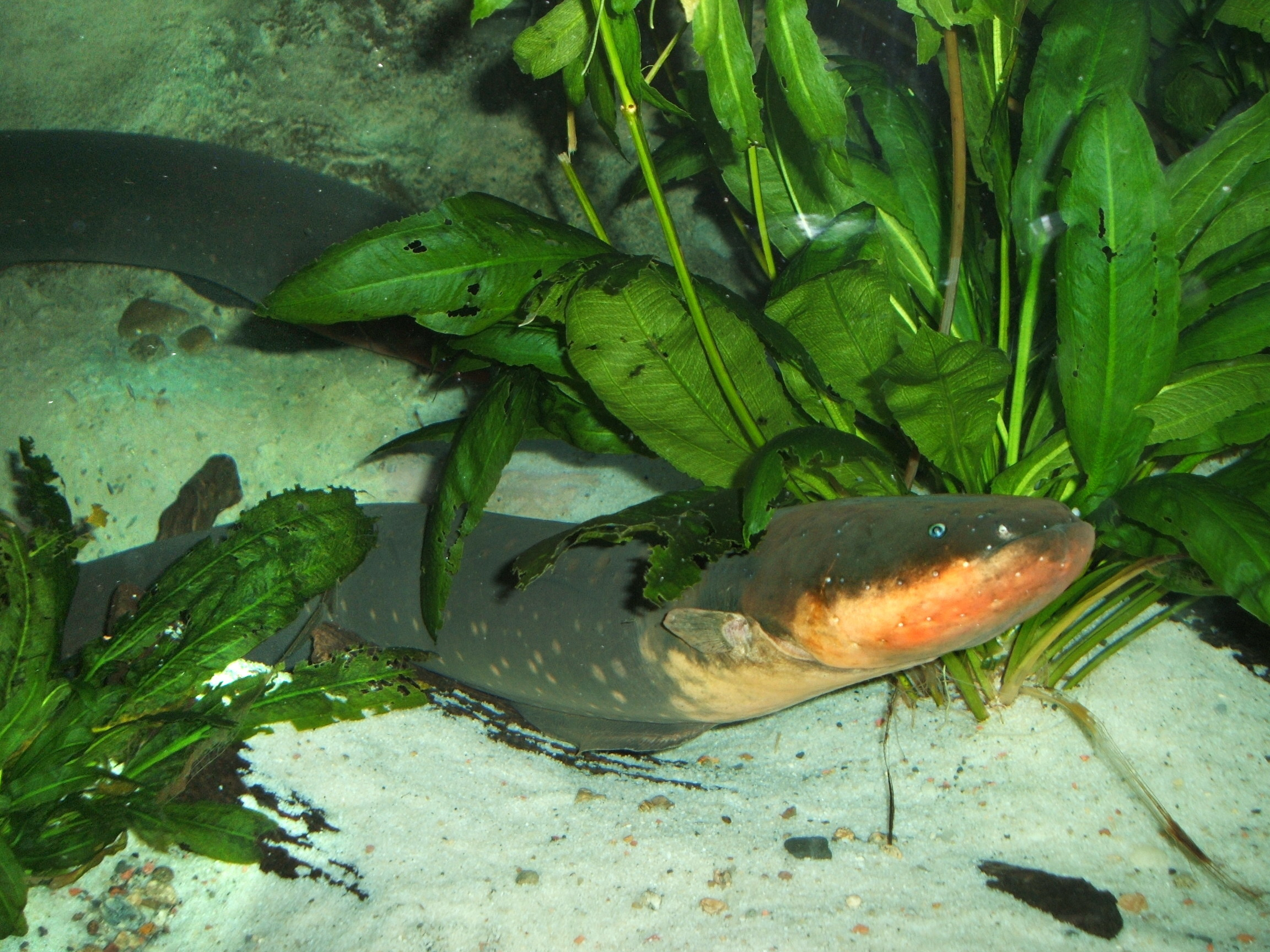
Strętwa (Electrophorus electricus)

Kilka gatunków ryb wyposażonych w narządy elektryczne może stanowić niebezpieczeństwo dla człowieka. Porażenie daje zwykle wrażenie bólu, może oszołomić, a w skrajnych przypadkach może być śmiertelne. Największe osobniki strętwy są zdolne do wytworzenia napięcia 600 V, suma elektrycznego – do 350 V. Niektóre drętwy wytwarzają impulsy o napięciu do 230 V i natężeniu ok. 30 A. Wprawdzie natężenie prądu wytwarzane przez węgorza elektrycznego nie przekracza 1 A, ale ładunek taki może oszołomić nawet duże zwierzę kręgowe.